# Toonen v. Austrália

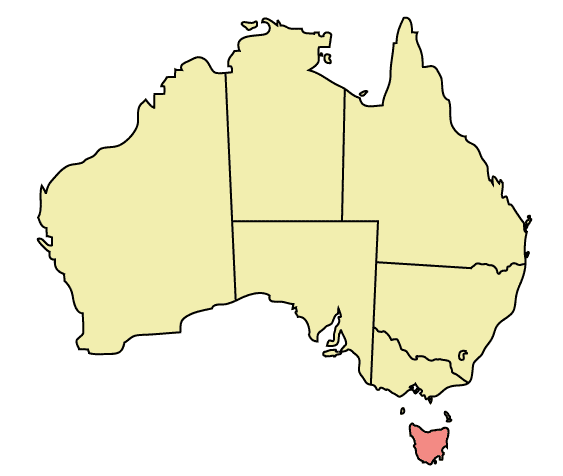
Mapa da Austrália destacando a localização da Tasmânia

Toonen v. Austrália foi uma queixa histórica de direitos humanos trazida perante o Comité de Direitos Humanos das Nações Unidas (UNHRC) pelo residente tasmaniano Nicholas Toonen em 1994. O caso resultou na revogação das últimas leis da sodomia da Austrália quando o Comité declarou que orientação sexual estava incluída nas provisões antidiscriminatórias como um status protegido sob o Pacto Internacional dos Direitos Civis e Políticos (PIDCP).
Em 1991, Toonen queixou-se ao Comité de Direitos Humanos que as leis tasmanianas que criminalizavam o sexual consensual entre homens adultos em privado eram uma violação ao seu direito à privacidade de acordo com o Artigo 17 do PIDCP; distinguiam pessoas com base na atividade sexual, identidade e orientação sexual em violação ao Artigo 26; e implicava que homens gays eram desiguais perante a lei.
Como um resultado de sua queixa, Toonen perdeu seu emprego como Diretor Geral do Conselho Tasmaniano de AIDS porque o Governo Tasmaniano ameaçou retirar o financiamento do Conselho a menos que Toonen fosse despedido. A 31 março 1994, o Comité concordou que, devido a lei tasmaniana, a Austrália violava as obrigações sob o tratado. Em resposta, o Governo da Commonwealth aprovou uma lei que sobrepunha a criminalização de sexo gay da Tasmânia, as últimas leis da sodomia da Austrália. A decisão Toonen tem subsequentemente sido referida pelo Comité e por outros órgãos do tratado ao tomar decisões.